# Broniszewo (powiat koniński)
Broniszewo – wieś w Polsce położona w województwie wielkopolskim, w powiecie konińskim, w gminie Wierzbinek, na prawym brzegu Kanału Ślesińskiego i przed ujściem Noteci do Gopła. Przysiółkiem wsi jest Wywoźna.
Etymologia nazwy wsi wywodzi się od imienia własnego Bronisz. Wedle dokumentów historycznych: w 1325 zapisywana była jako Bronisow; od 1425 jako Bronishewo, od 1880 w obecnym brzmieniu.
Miejscowość zajmuje powierzchnię 2,27 ha i zamieszkiwana jest przez 115 mieszkańców, w tym 58 mężczyzn i 57 kobiet (według danych zebranych w Narodowym Spisie Powszechnym z 2011).

## Historia
Na placu szkoły podstawowej w Broniszewie w czasie plantowania moreny czołowej znaleziono wiele garnków glinianych z popiołami ludzkimi, zapewne pochodzenia kultury łużyckiej.
Na początku XIV w. w Broniszewie erygowana była parafia. W XVI wieku właścicielami wsi byli Sokołowscy z Warzymowa. Na miejscowym cmentarzu pochowany jest Józef Wichliński, który poległ 21 lutego 1863 w powstaniu styczniowym oraz upamiętnienie rozbicia oddziału Ludwika Mierosławskiego i Kazimierza Mielęckiego w tym dniu. W latach 1975–1998 miejscowość należała administracyjnie do województwa konińskiego.

## Zabytki
W rejestrze zabytków wpisany jest zespół kościoła par. pw. św. Benona, w którego skład wchodzą:
- kościół św. Benona w stylu gotyckim wybudowany w latach 1900-04;
- cmentarz kościelny;
- ogrodzenie murowane z bramą z roku 1955[7].

W gminnej ewidencji zabytków znajdują się następujące obiekty:
- murowana organistówka z 1 poł. XX w.;
- zespół plebanii, w tym:
  - murowana obora z 1 poł. XX w.,
  - murowana stodoła z 1 poł. XX w.,
- cmentarz katolicki z początku XX w.;
- zagroda nr 36:
  - gliniany dom z 1898 r.,
  - gliniana obora z końca XIX w.,
  - gliniana stodoła z końca XIX w.

Wystrój kościoła jest wpisany do rejestru zabytków ruchomych.

## Gospodarka
Wieś posiada typowo rolniczy charakter, większość mieszkańców utrzymuje się z rolnictwa, na terenie miejscowości funkcjonuje 35 gospodarstw rolnych zajmujących łącznie 195 ha gruntów rolnych. W okolicach wsi występują gleby należące do kompleksu żytniego bardzo dobrego oraz kompleksu żytniego dobrego. Średnia wielkość gospodarstwa Broniszewo wynosi 5,57 ha, co świadczy o znacznym rozdrobnieniu gospodarstw. Większą część upraw stanowią zboża (żyto, pszenżyto, jęczmień, mieszanki zbożowe) oraz łąki i pastwiska.
Na terenie miejscowości brak jest większych zakładów pracy, działalność gospodarcza ogranicza się do handlu oraz drobnej działalności usługowej. Część mieszkańców miejscowości pracuje w KWB Konin (obecnie na terenie gminy Wierzbinek została uruchomiona odkrywka Tomisławice) oraz w zespole elektrowni PAK.
Wieś nie posiada żadnego połączenia autobusowego ani kolejowego, najbliższe przystanki znajdują się w Kalinie oraz Przewozie (około 3 km od Broniszewa).

## Oświata
W Broniszewie do 2001 roku funkcjonowała szkoła podstawowa, obecnie uczniowie dowożeni są do Zespołu Gimnazjalno – Szkolnego w Morzyczynie (około 5 km), a budynek po szkole został sprzedany prywatnemu inwestorowi z przeznaczeniem na działalność gospodarczą. Szkoła znana była już w okresie dwudziestolecia międzywojennego. Pierwotnie umieszczona była w budynku parafialnym, w pobliżu kościoła i była to filia szkoły z Przewozu. Nazywano ją szkołą początkową. W roku 1971 umieszczono ją w budynku wzniesionym na gruntach Wywoźni, na splantowanej morenie czołowej, a obok na działce parafialnej i Lucjana Walczaka – dom nauczyciela. W 1988/9 uczyło się 53 dzieci w siedmiu izbach lekcyjnych. Zatrudnionych było 12 pracowników, stanowisko dyrektora piastował Marian Patyk.

## Straż pożarna
W Broniszewie funkcjonuje jednostka OSP, którą powołano w roku 1917 w Ruszkowie. W okresie dwudziestolecia międzywojennego dorobiła się orkiestry, sztandaru i samochodu bojowego, rozpoczęto budowę remizy, na granicy Kalina – Noć. Budowę tę rozebrali Niemcy w czasie wojny. Po wojnie remizę zbudowano w Broniszewie. W roku 1982 jednostce przekazano nowy sztandar.